# Прусское земское уложение
Всеобщее земское право для прусских государств (нем. Allgemeines Landrecht für die Preußischen Staaten), или Прусское земское уложение — общая кодификация для прусских земель, составленная по поручению короля Фридриха Вильгельма II под руководством юриста Карла Готтлиба Свареца. В 1803 году был выпущен сборник изменений, получивший название «первое дополнение». Позднее Прусское земское уложение многократно изменялось имперскими и местными законодательными актами.
Прусское земское уложение состояло из двух частей и заключало в себе права: гражданское, государственное, церковное и уголовное. Оно является вспомогательным правом по отношению к провинциальному и статутарному праву, но в то же время исключает применение обычного права, являющегося по отношению к земскому праву лишь вспомогательным.
Прусское земское уложение имело силу в восточных провинциях Пруссии (Восточная Пруссия, Западная Пруссия, Бранденбург, Силезия, Позен, Саксония и Померания), за исключением Передней Померании и Рюгена («Шведская Померания»), в Вестфальской провинции, а также районах Реес, Эссен и Дуйсбург Рейнской провинции, принадлежавших Пруссии до 1815 года.
Кроме того, Прусское земское уложение имело силу в также принадлежавших до 1815 года Пруссии Восточной Фрисландии, Лингене и Эйксфельде (после 1866 года — в составе прусской провинции Ганновер), а также во франконских княжествах Анспах и Байрейт и в некоторых районах Саксен-Веймара.
- Project des Corporis Juris Fridericiani, 1752